# Lixing-lès-Rouhling
Lixing-lès-Rouhling település Franciaországban, Moselle megyében. Lakosainak száma 810 fő (2022. január 1.). Lixing-lès-Rouhling Alsting, Grosbliederstroff, Kerbach, Nousseviller-Saint-Nabor és Rouhling községekkel határos.

## Népesség
A település népességének változása:
| Lakosok száma | 675  | 717  | 789  | 898  | 920  | 932  | 937  | 877  | 847  | 810  |
|               | 1968 | 1982 | 1990 | 2006 | 2013 | 2015 | 2017 | 2019 | 2020 | 2022 |